# Островен гигантизъм
Островният гигантизъм е биологично явление, при което размерът на животинския вид, изолиран на остров, се увеличава драстично в сравнение с неговите роднини по континент. Островният гигантизъм е един от аспектите на по-общия „островен ефект“ или „Правило на Фостър“, който гласи, че когато континенталните животни колонизират острови, малките видове са склонни да развиват по-големи тела, а големите видове са склонни да развиват по-малки тела (островни джуджета) След пристигането на хора и свързаните с тях интродуцирани хищници (кучета, котки, плъхове, прасета), много гигантски, както и други островни ендемити са изчезнали. Подобно увеличение на размера, както и повишена дървесност, се наблюдава при някои островни растения.

## Вероятни причини
Големите месоядни бозайници често отсъстват на островите поради недостатъчен обхват или затруднения при разпространението над водата. В тяхно отсъствие екологичните ниши за големи хищници могат да бъдат заети от птици, влечуги или по-малки хищници, които след това могат да нараснат до по-голям от нормалния размер. Например, на праисторическия остров Гаргано в миоценско-плиоценското Средиземноморие, на островите в Карибите като Куба и на Мадагаскар и Нова Зеландия, някои или всички върхови хищници са птици като орли, соколи и сови, включително някои от най-големите известни примери от тези групи. Въпреки това, птиците и влечугите обикновено правят по-малко ефективни големи хищници от напредналите хищници.

## Примери

### Примати
| Пример            | Бинарна номенклатура                                    | Родно местообитание            | Актуален статус               | Континентален роднина |
| ----------------- | ------------------------------------------------------- | ------------------------------ | ----------------------------- | --------------------- |
| Hispaniola monkey | Antillothrix bernensis                                  | Еспаньола                      | Изчезнал (преди 1600 от н.е.) | Cheracebus            |
| Haitian monkey    | Insulacebus toussaintiana                               | Югозападен Хаити               | Изчезнал                      | Cheracebus            |
| Cuban monkeys     | Paralouatta marianae P. varonai                         | Куба                           | Изчезнал (Плейстоцен)         | Cheracebus            |
| Jamaican monkey   | Xenothrix mcgregori                                     | Ямайка                         | Изчезнал                      | Cheracebus            |
| Gorilla lemur     | Archaeoindris fontoynontii                              | Централен Мадагаскар           | Изчезнал (ок. 350 пр.н.е.)    | Lorisoids             |
| Baboon lemurs     | Archaeolemur spp. Hadropithecus spp.                    | Мадагаскар                     | Изчезнал(преди 1280 г. н.е.)  | Lorisoids             |
| Sloth lemurs      | Babakotia spp. Palaeopropithecus spp.                   | Западен и Централен Мадагаскар | Изчезнал(ок. 1500 г. н.е.)    | Lorisoids             |
| Koala lemurs      | Megaladapis edwardsi M. grandidieri M. madagascariensis | Мадагаскар                     | Изчезнал(1280 – 1420 г. н.е.) | Lorisoids             |

### Месоядни
| Пример                | Бинарна номенклатура      | Родно местообитание | Актуален статус               | Континентален роднина |
| --------------------- | ------------------------- | ------------------- | ----------------------------- | --------------------- |
| Sardinian giant otter | Megalenhydris barbaricina | Сардиния            | Изчезнал (късен Плейстоцен)   | Видри                 |
| Fossa                 | Cryptoprocta ferox        | Мадагаскар          | Уязвим                        | Мангустови            |
| Giant fossa           | Cryptoprocta spelaea      | Мадагаскар          | Изчезнал (преди 1400 от н.е.) |                       |